# Купріна Валентина Іванівна
Валентина Іванівна Купріна (1 жовтня 1934 р. у с. Кочеток, Харківська область — 2 квітня 2024, Київ, Україна) — видатна українська співачка (мецо-сопрано). Стояла біля витоків української естради і була виконавицею № 1 в Україні.

## Біографія
Співачка народилася у селі Кочеток на Харківщині, поблизу Чугуєва, на батьківщині Іллі Рєпіна. Співала в самодіяльних хорах.
У Кочетку Валентина Купріна закінчила Чугуїво-Бабчанський технікум лісового господарства. Після закінчення технікуму за розподілом поїхала в Голу Пристань на Херсонщині. Там працювала помічницею лісника, посадила 180 гектарів лісу. Її запросили співачкою до штату Ансамблю пісні і танцю в Херсоні, де вона працювала майже рік.
У 1955 році пройшла прослуховування в Державний український народний хор у Києві. Там у процесі студійної роботи вона опанувала елементарну теорію музики, сольфеджіо. Згодом довгі роки брала уроки вокалу в Алли Феодосіївни Дзюблик, учениці Олени Олександрівни Муравйової, у якої, своєю чергою, навчалися, приміром, Іван Козловський, Зоя Гайдай, Лариса Руденко. Співачкою народних пісень пробула п'ять років.
За порадою київського естрадного музиканта Юрія Братолюбова, який сьогодні працює в Голівуді (США), після прослуховування Валентина Купріна стала солісткою московського естрадного оркестру під керуванням Олега Лундстрема, де пробула майже півроку.
Повернулася до Києва і з 1962 року стала працювати в джазовому колективі «Дніпро» на чолі з Миколою Гриньком та Ігорем Петренком. Вона проспівала не один сольний концерт у парі з відомими оперними виконавцями, в тому числі з Костянтином Огнєвим.
Валентина Купріна багато концертувала, робила багато записів до фонду Українського радіо, випускала платівки. У 1972 році співачка підтримала щойно організований Олександром Зуєвим вокально-інструментальний ансамбль «Кобза», випустивши з ним диск-гігант. Працювала і над озвучуванням фільмів. Автор музики до «Захара Беркута» Володимир Губа охрестив контральто Валентини Купріної «містичним». Багато критиків і самих композиторів називали її голос саме так. Окрему статтю присвятив її тембру Борис Буєвський, який неодноразово доручав Валентині першопрочитання своїх творів. Він писав, що «мало яка країна може представити шансоньє з таким небувалим голосовим матеріалом».
У певний момент залишилась безробітною, влаштувалася викладати хоровий спів у ПТУ.
Має чоловіка Володимира, дочку Наталю і онуків Анну та Максима. Є футбольною вболівальницею.
Життєве кредо Валентини Купріної: «А життя — воно триває!».

## Репертуар
Співачка поєднала на естраді різноманітні жанри: народні пісні, романсову лірику, джаз та академічне мистецтво. Вона виконувала твори понад сорока українських композиторів та поетів. За час роботи над записами у фірмі «Мелодія» співпрацювала з дванадцятьма оркестрами і ансамблями. У репертуарі — близько 200 пісень.
Окреме місце в репертуарі посідає романс. У її репертуарі пісні Леоніда Затуловського, Ігоря Поклада, Богдана Янівського, Євгена Дергунова, Олександра Білаша та багатьох інших.
Співачка виконувала багато пісень про квіти. Першою такою відомою її піснею була «Червона троянда» Анатолія Горчинського. Потім в репертуарі з'явилися пісні Володимира Верменича «Ромашка» і «Квіт папороті», Бориса Буєвського «Зоряні лілеї», Леоніда Вербицького «Жоржини», Жербіна — «Конвалії», Владислава Толмачова — «Квіти ромена», Ткаченка рос. «Севастопольские розы».
Купріна виконала твори Петра Сокальського, одного з основоположників української професійної музики, в супроводі фортепіано в академічній манері співу. Як «спеціальний гість» нерідко бере участь у презентаціях творів поетеси Ліни Костенко — на її запрошення.
Також є авторкою пісень, наприклад, фольклорних стилізацій на вірші Ліни Костенко «Пісня про Байду» і «Чоловіче мій, запрягай коня». Останню у власному інтерпретуванні переспівала заслужена артистка України Приходько Анастасія Костянтинівна.

Про творчість співачки знято відеофільми «Монолог щасливої людини» та «Соло для „невідомої“ співачки».

## Громадська діяльність
Мисткиня була членкою Всеукраїнського жіночого товариства імені Олени Теліги, членкою журі Всеукраїнського літературно-музичного конкурсу-фестивалю на найкраще виконання творів Олени Теліги.